# Туркмено-южнокорейские отношения
Туркмено-южнокорейские отношения — дипломатические отношения между Туркменистаном и Республикой Кореей.

## История
Дипломатические отношения между Туркменистаном и Республикой Корея были установлены 7 февраля 1992 года.
В июне 2007 года открыто Посольство Республики Корея в Туркменистане. Чрезвычайный и Полномочный Посол — Ан Мёнг Су.
В мае 2008 года состоялся официальный визит в Туркменистан премьер-министра Республики Корея. По результатам визита было подписано 9 документов.
8 августа 2008 года в Пекине в рамках участия на торжественной церемонии открытия XXIX летних Олимпийских игр прошла встреча между главами двух стран.
5-7 ноября 2008 года состоялся Государственный визит Президента Туркменистана Гурбангулы Бердымухамедова в Республику Корея.

## Экономическое сотрудничество
Лидеры мировой индустрии «Hyundai», «Samsung», «LG», «Daewoo» и другие корейские фирмы и компании активно присутствуют на туркменском рынке.

## Культурное сотрудничество
В 2008 году открылось отделение корейского языка в Туркменском национальном институте мировых языков имени Довлетмаммеда Азади.
В 2009 году в Ашхабаде состоялись Дни культуры Республики Корея в Туркменистане, а в Сеуле прошли Дни культуры Туркменистана в Южной Корее.
Также в Туркменистане состоялись гастроли с участием творческих коллективов Республики Корея. Туркменские мастера искусства совершили творческий визит в Республику Корея.